# William Strang
William Strang, född den 13 februari 1859 i Dumbarton, död den 12 april 1921 i Bournemouth, var en skotsk målare.
Strang studerade i sin hemstad och från 1875 i Sladeskolan i London för Alphonse Legros. En tid framåt idkade han så gott som uteslutande grafisk konst. Han blev framför allt en utmärkt etsare, men utförde även överlägsna stentryck och silverstiftsteckningar. Bland Strangs verk märks illustrationsserier till Bunyans "The Pilgrim's progress", till Miltons "Paradise lost", Coleridges "Ancient mariner", Kiplings "Short stories", till Don Quijote och till ballader, diktade av konstnären själv. Hans porträttraderingar har framför allt blivit högt lovordade. I målning har Strang behandlat sådana ämnen som Vid graven, Badande, Diana och Festdagen. Adams och Evas levnad skildrade han i 50 målningar i ett privatbibliotek. Strang var vicepresident i The international society of sculptors, painters and gravers.